# Resowo (Schwarzes Meer)
Resowo (bulgarisch Резовска река Resowska reka; türkisch Mutludere) ist ein europäischer Fluss, der zwischen dem äußersten Südosten Bulgariens und dem äußersten Norden der europäischen Türkei fließt. 
Der Fluss ist über 100 km lang und entspringt im türkischen Teil des Strandscha/Istranca-Gebirges, östlich von Kofçaz. Auf dem ersten Teil seines Laufs ist er als Paspalderesi bekannt. Nach dem Dorf Armutveren markiert er die Grenze zwischen Bulgarien und der Türkei und mäandriert in östlicher Richtung zum Schwarzen Meer, in das er in der Nähe des Ortes Resowo (bulg. Резово), eines Ortes in der Gemeinde Zarewo (Oblast Burgas, Bulgarien) mündet.